# Days of Glory (pel·lícula de 1944)
Days of Glory és una pel·lícula estatunidenca de 1944, dirigida per Jacques Tourneur, que explica la història d'un grup de guerrillers soviètics que es remunten durant l'invasió nazi de Rússia el 1941. Va marcar el debut cinematogràfic de Tamara Toumanova i Gregory Peck, així com la majoria dels altres actors principals. També va ser la primera pel·lícula produïda pel guionista Casey Robinson, que a principis de gener de 1943 havia estat contractat per RKO Radio Pictures per escriure i produir la pel·lícula sota el títol provisional This Is Russia. Robinson i Toumanova es casaren el 1944i es divorciaren el 1955. La pel·lícula va incloure l'última aparició a la pantalla de l'actor Erford Gage, que posteriorment va entrar als EUA. exèrcit i va ser assassinat en acció el 1945.

## Argument
Al camp nevat rus de principis dels anys quaranta, Vladimir (Gregory Peck) lidera una dotzena de combatents partisans que operen darrere de les línies alemanyes. Les rutines del grup es veuen alterades quan Nina (Tamara Toumanova), una ballarina, és portada al seu amagatall després de separar-se de la seva tropa. Ella confessa que no ha manipulat una pistola ni ha après a lluitar, cuinar, reparar o netejar. Vladimir està a favor d'enviar-la. Més tard, un soldat alemany ensopega amb el cau del grup però és capturat. Aquella nit, gairebé s'escapa, però la Nina li dispara, guanyant l'aprovació dels seus nous companys. La nit següent, quan els guerrillers duen a terme el sabotatge d'un tren de municions alemany, Vladimir s'emporta la Nina. L'operació és un èxit. Tot i que ella i Vladimir s'estan enamorant, la Nina no entén la seva crueltat. Explica que abans de la guerra ell, com a enginyer, va haver de destruir la mateixa central elèctrica que havia ajudat a construir per evitar que l'enemic l'utilitzi.
El romanç incipient de la parella amenaça l'estabilitat de l'equip. En un moment donat, quan Vladimir ha de reclutar algú per lliurar a mà un missatge codificat sobre la força de les tropes nazis al quarter general soviètic, decideix que és menys probable que agafen una dona de missatgeria. Tria la veterana Yelena (Maria Palmer), l'única dona del grup a més de la Nina. Així, quan el cavall de la Yelena torna al seu amagatall amb sang a la cadira, la Nina s'ofereix per ocupar el seu lloc. Vladimir accedeix de mala gana, enviant el nen adolescent Mitya (Glen Vernon) juntament amb ella. Després que Nina i Mitya arribin a la seu i entreguen la informació de Vladimir, se li dona una resposta codificada a Vladimir: "Demà caurà la neu". Això indica que l'endemà començarà un contraatac massiu rus. Els superiors de Vladimir el posen a càrrec d'una operació partisana conjunta. Abans que comencin la baralla, però, ordena a la Nina que porti la germana petita de Mitya, l'Olga (Dena Penn), a un lloc segur. Lluitant de valent, els membres del grup són assassinats un a un, però la Nina torna a Vladimir. Mentre lluiten, ell li fa el jurament partisà de lleialtat just abans que un tanc alemany rodi al damunt del seu niu de metralladores i exploti.

## Repartiment

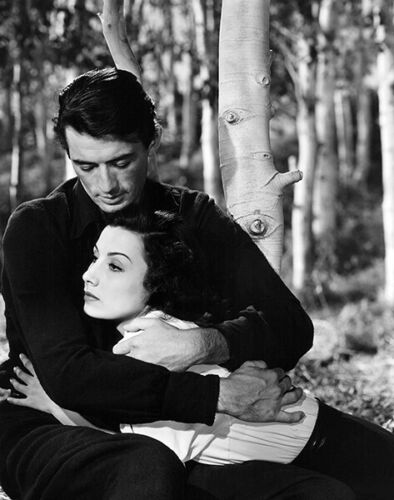
Peck i Toumanova

- Tamara Toumanova com a Nina Ivanova
- Gregory Peck com a Vladimir
- Alan Reed com a Sasha
- Maria Palmer com a Yelena
- Lowell Gilmore com a Semyon
- Hugo Haas com a Fedor
- Dena Penn com a Olga, la germana petita de Mitya
- Glen Vernon com a Mitya (com a Glenn Vernon)
- Igor Dolgoruki com a Dmitri
- Edward L. Durst com a Petrov (com a Edward Durst)
- Lou Crosby com a Johann Staub

## Producció
Days of Glory és una de les poques pel·lícules de Hollywood realitzades durant la participació estatunidenca a la Segona Guerra Mundial per augmentar el suport públic a l'aliança del país amb la Unió Soviètica contra l'Alemanya nazi. Aquestes pel·lícules, que es convertirien en l'objectiu de les investigacions durant la Guerra Freda del Comitè d'Activitats Anti-Americanes, incloïen Mission to Moscow, The North Star, Three Russian Girls, Counter-Attack, i Song of Russia.
Parts de la pel·lícula es van rodar a Cedar City (Utah).:287

## Recepció
Bosley Crowther va criticar el guionista per "deixar que la seva història progressi de manera tan irregular i carregar els seus personatges amb diàlegs en lloc de provocar fets". Va dir que "el director no va fer el millor possible del que tenia" i "Gregory Peck ve recomanat amb una angularitat de Gary Cooper i una cara una mica semblant a la d'aquest senyor modest, però la seva actuació és igual de rígida". The film recorded a loss of $593,000.

## Nominacions als premis
Vernon L. Walker, James G. Stewart i Roy Granville van ser nominats a l'Oscar als millors efectes visuals.